# Stadion Anđelko Marušić – Ferata
Gradski stadion Anđelko Marušić – Ferata je nogometni stadion u Omišu, domaći teren nogometaša NK Omiša. Izgrađen je za potrebe održavanja VIII. mediteranskih igra u Splitu 1979. godine. Tada su na stadionu nastupale nogometne reprezentacije Francuske, Turske, Alžira i Tunisa.
Stadion danas nosi ime Anđelko Marušić – Ferata, po velikom igraču omiške Komite 1926. – 1928. i splitskog Hajduka 1929. – 1941. Marušić je za Hajduka odigrao čak 394 utakmice i postigao 15 pogodaka. Za reprezentaciju Jugoslavije odigrao je 16 utakmica, a zbog njegove borbenost na terenu je dobio nadimak Ferata.
Danas, stadion koristi NK Omiš, najveći športski Klub u Gradu Omišu, s preko 250 članova, 6 različitih dobnih kategorija s preko 200 djece i mladeži. Travnato igralište je dimenzija 105 m x 68 m, a pripadaju mu i svlačionice, teretana, sala za sastanke, ugostiteljski dio objekta i dr. Prostor ostavljen za atletsku stazu i pomoćno nogometno igralište još nije priveden svrsi.
U svibnju 2019. je, povodom 100. rođendana NK Omiš, na stadionu gostovala hrvatska nogometna reprezentacija i u revijalnoj utakmici pobijedila slavljenika s 4:0 (3:0) pred više od 5000 gledatelja. Vodeći pogodak za 'vatrene' postigao je, prigodno, Omišanin Ivan Perišić, glavni inicijator dolaska svjetskih doprvaka u Omiš.